# Municipio Uncía

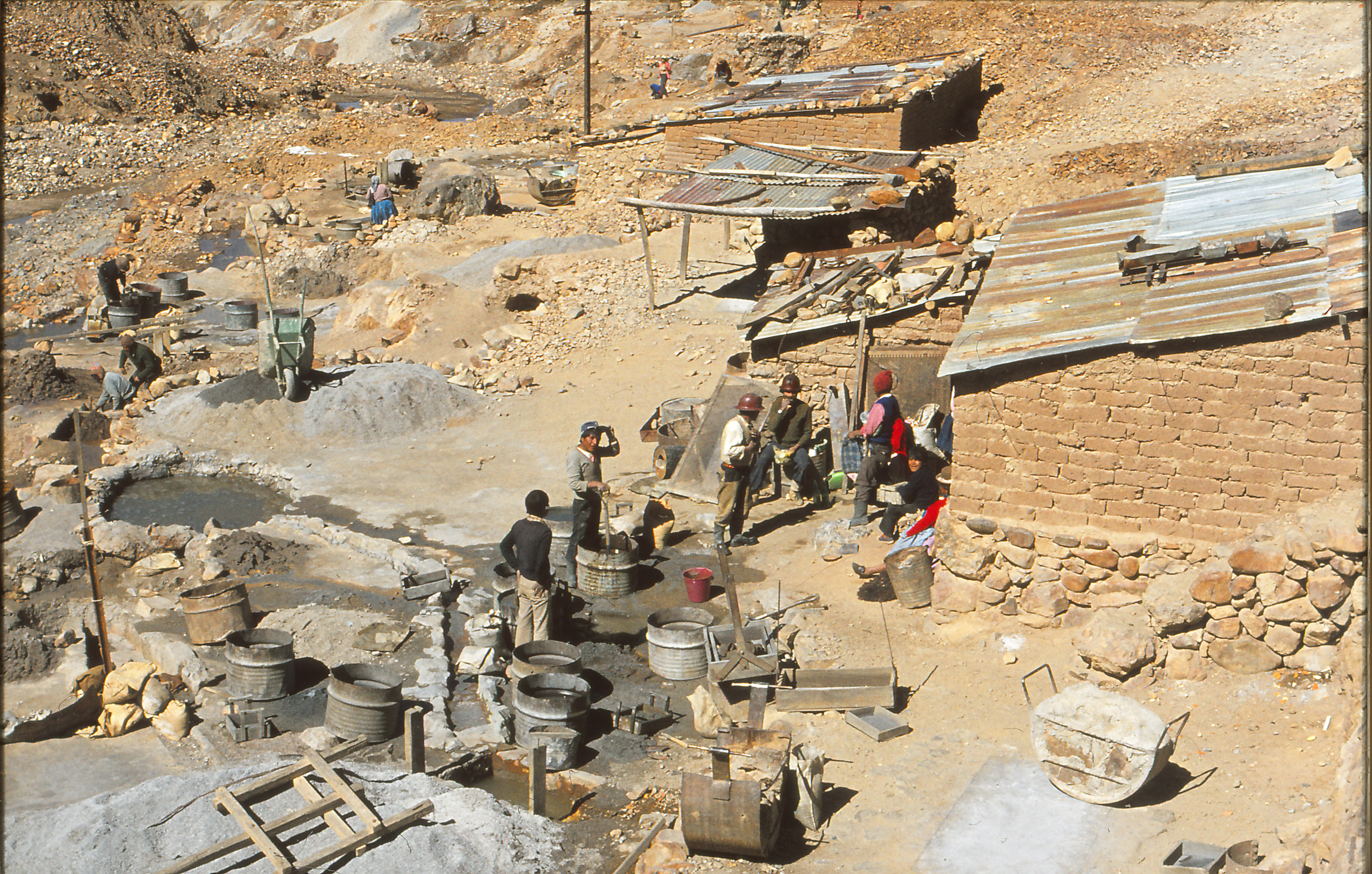
Zinnwäscher bei Uncía

Das Municipio Uncía ist ein Verwaltungsbezirk im Departamento Potosí im Hochland des südamerikanischen Anden-Staates Bolivien.

## Lage im Nahraum
Das Municipio Uncía ist eines von vier (bis Juni 2009: drei) Municipios in der Provinz Rafael Bustillo und grenzt im Norden an das Municipio Llallagua, im Nordosten an das Municipio Chayanta, im Osten an das Municipio Chuquihuta und im Süden und Westen an das Departamento Oruro.

## Geographie
Das Municipio Uncía liegt am Übergang des Hochlandes von Oruro in das Gebirge von Potosí. Das Municipio ist im Norden und Westen von Hochgebirgszügen der Cordillera Central begrenzt. Die Vegetation ist die der Puna, das Klima ein typisches Tageszeitenklima, bei dem die täglichen Temperaturschwankungen größer sind als die monatlichen Schwankungen.
Die mittlere Jahresdurchschnittstemperatur liegt bei 9 °C, die Monatsdurchschnittswerte schwanken zwischen knapp 5 °C im Juni/Juli und 11 °C von November bis März (siehe Klimadiagramm). Der Jahresniederschlag beträgt 370 mm und fällt vor allem in den Sommermonaten, die aride Zeit mit Monatswerten von maximal 10 mm dauert von April bis Oktober.

## Bevölkerung
Die Einwohnerzahl ist zwischen 1992 und 2024 um etwa ein Fünftel angestiegen:
| Jahr | Einwohner | Quelle       |
| ---- | --------- | ------------ |
| 1992 | 18.838    | Volkszählung |
| 2001 | 18.522    | Volkszählung |
| 2012 | 21.955    | Volkszählung |
| 2024 | 22.673    | Volkszählung |

Die Bevölkerungsdichte des Municipios Uncía bei der letzten Volkszählung von 2024 betrug 25 Einwohner/km², der Anteil der städtischen Bevölkerung lag bei 23 Prozent, die Lebenserwartung der Neugeborenen betrug 48 Jahre.
Der Alphabetisierungsgrad bei den über 19-Jährigen zum gleichen Zeitpunkt betrug 61 Prozent, und zwar 78 Prozent bei Männern und 45 Prozent bei Frauen.

## Politik
Ergebnis der Regionalwahlen (concejales del municipio) vom 4. April 2010:
| Wahl- berechtigte |  | Wahl- beteiligung | gültige Stimmen |  | MAS-IPSP | MSM    | M.O.P. | A.C.U. |
| ----------------- |  | ----------------- | --------------- |  | -------- | ------ | ------ | ------ |
| 9.268             |  | 7.503             | 4.579           |  | 2.124    | 2.027  | 316    | 112    |
|                   |  | 81,0 %            | 61,0 %          |  | 46,4 %   | 44,3 % | 6,9 %  | 2,4 %  |

Ergebnis der Regionalwahlen (elecciones de autoridades políticas) vom 7. März 2021:
| Wahl- berechtigte |  | Wahl- beteiligung | gültige Stimmen |  | MAS-IPSP | AS      | PAN-BOL | M.O.P. |
| ----------------- |  | ----------------- | --------------- |  | -------- | ------- | ------- | ------ |
| 12.505            |  | 10.300            | 8.217           |  | 3.596    | 3.323   | 587     | 245    |
|                   |  | 82,37 %           | 79,78 %         |  | 43,76 %  | 40,44 % | 7,14 %  | 2,98 % |

## Gliederung
Das Municipio unterteilt sich in die folgenden beiden Kantone (cantones):
- Kanton Uncía (zentraler Ort: Uncía)
- Kanton Cala Cala (zentraler Ort: Cala Cala)

Bis zur Trennung am 17. Juni 2009 gehörte zu dem Municipio auch:
- Kanton Chuquihuta (zentraler Ort: Chuquihuta) – seitdem ein selbständiges Municipio

## Ortschaften im Municipio Uncía
- Kanton Uncía
  - Uncía 8902 Einw.

- Kanton Cala Cala
  - Cala Cala 1674 Einw. – Laguna 207 Einw.